# Concord, Alabama
Concord är en ort i Jefferson County i delstaten Alabama, USA.